# خوانده
خوانده (مدعی علیه در قوانین سابق) در علم حقوق شخصی (حقوقی یا حقیقی) است که خواهان به ضررش در دادگاه حقوقی صالح اقامه دعوا می‌کند. خوانده می‌تواند در مقابل ادعای خواهان از خود دفاع کرده یا اقامه دعوای جدید نماید.
بطور مثال در ماده ۱۲ قانون حمایت خانواده آمده است:«در دعاوی و امور خانوادگی مربوط به زوجین، زوجه می‌تواند در دادگاه محل اقامت خوانده یا محل سکونت خود اقامه دعوی کند مگر در موردی که خواسته، مطالبه مهریه غیرمنقول باشد.».